# Ectima
Genre
Ectima est un genre de lépidoptères (papillons) de la famille des Nymphalidae et de la sous-famille des Biblidinae qui résident en Amérique (Amérique centrale et Amérique du Sud).

## Dénomination
Le genre a été décrit par Edward Doubleday en 1848.

## Liste des espèces
- Ectima erycinoides C. & R. Felder, 1867
- Ectima iona Doubleday, [1848]
- Ectima lirides Staudinger, [1885]
- Ectima thecla (Fabricius, 1796)[1].